# Brachycorythis inhambanensis
Brachycorythis inhambanensis är en orkidéart som först beskrevs av Rudolf Schlechter, och fick sitt nu gällande namn av Rudolf Schlechter. Brachycorythis inhambanensis ingår i släktet Brachycorythis och familjen orkidéer. Inga underarter finns listade i Catalogue of Life.